# Place Louis Pasteur (Louvain-la-Neuve)
Pour les articles homonymes, voir Place Louis Pasteur.
La place Louis Pasteur est un ensemble architectural de style brutaliste et fonctionnaliste édifié de 1973 à 1975 à Louvain-la-Neuve, section de la ville belge d'Ottignies-Louvain-la-Neuve, en Brabant wallon.
La place, érigée de 1973 à 1974 par les architectes Jean Cosse, Émile Verhaegen, Jean Potvin et Jean Barthélemy, abrite plusieurs bâtiments de la faculté des Sciences de l'Université catholique de Louvain, appelée UCLouvain depuis 2018 : l'Institut Lavoisier (chimie), le bâtiment Mercator (géologie, géographie) et le bâtiment Van Helmont (Bibliothèque des sciences et technologies).

## Localisation et topographie
La place Louis Pasteur se situe dans le quartier est de la ville, à quelques dizaines de mètres au nord de la place des Sciences et de la Place Sainte-Barbe.
Elle est encadrée par l'avenue Georges Lemaître et la rue Lavoisier. Trois chemins piétonniers y mènent : le chemin Louis Pasteur, le chemin de la Barytine et le chemin Marguerite Lefèvre. 
La place suit la topographie du terrain par la présence d'escaliers et de terrasses.

## Statut patrimonial
La place fait l'objet d'une « inscription » comme monument et figure à l'Inventaire du patrimoine immobilier culturel de la Wallonie sous la référence 25121-INV-0085-01.

## Historique

### Genèse de la ville universitaire de Louvain-la-Neuve
Au cours des années 1960, le nombre d'étudiants de l'Université catholique de Louvain augmente rapidement en raison de l'évolution démographique et de la démocratisation des études supérieures. La loi du 9 avril 1965 sur l'expansion universitaire autorise la partie francophone de l'Université à envisager son expansion à Woluwe-Saint-Lambert et en Brabant wallon, ce qui amène l'Université à acquérir 150 hectares dès septembre 1966 sur le plateau agricole de Lauzelle à Ottignies.
Par ailleurs, les tensions entre les communautés linguistiques francophone et néerlandophone deviennent explosives à cause des revendications du mouvement flamand (né dès 1840) qui exige l'homogénéité culturelle de la Flandre. Ces tensions atteignent leur paroxysme en 1967-1968 avec l'affaire de Louvain, crise politique connue sous les noms de « Walen Buiten » (« Les Wallons dehors ») et de « Leuven Vlaams » (« Louvain flamande ») durant laquelle les Flamands exigent le départ des étudiants francophones de Louvain au nom du droit du sol et de l'unilinguisme régional, ce qui amène l'Université à décider le transfert intégral de sa section francophone hors de Louvain et à faire sortir de terre une ville universitaire entièrement neuve à Ottignies à partir de 1970,.
La loi du 24 mai 1970 institue deux universités séparées, la première pierre de la ville nouvelle de Louvain-la-Neuve est posée le 2 février 1971 et la faculté des Sciences appliquées ainsi que les premiers habitants s'y installent dès 1972.

### Grandes phases de la construction de la ville
La construction de la ville commence dès 1970 avec le quartier est, qui regroupe le Cyclotron (1970-1972), la place Sainte-Barbe (1970-1972), la Bibliothèque des Sciences (1970-1973),, la place des Sciences (1970-1976), la place Louis Pasteur (1973-1974),,, et la place Croix-du-Sud (1974-1975),.
Elle se poursuit en 1974-1976 avec l'axe constitué par la rue et la place des Wallons,,,,, la gare de Louvain-la-Neuve et les Halles universitaires,.
À cette époque, le centre-ville de Louvain-la-Neuve est constitué par la place des Sciences, la place Galilée et la rue et la place des Wallons,,,.
La troisième phase de construction (1977-1981) entraîne la construction d'une partie du centre-ville actuel, avec les Auditoires Agora en 1977, la place Montesquieu de 1973 à 1981,,,,, le Collège Érasme, la place Blaise Pascal et une partie de la place Cardinal Mercier en 1979, et enfin le Collège Albert Descamps sur la Grand-Place de Louvain-la-Neuve de 1976 à 1981.
Le centre-ville se déplace alors progressivement, vers l'axe constitué par la place de l'Université, la Grand-Rue et la Grand-Place.
La quatrième phase de construction (1996-présent) vise à l'achèvement du centre-ville, avec la finalisation de la place Cardinal Mercier où les collèges Désiré Mercier et Michotte sont bâtis entre 1996 et 1999, l'Aula Magna bâtie entre 1999 et 2001, la finalisation de la Grand-Place de Louvain-la-Neuve avec le complexe de cinéma édifié en 2000-2001 et le côté nord de la Grand-Place,, l'Esplanade et la rue Charlemagne (2005), le Musée Hergé (2009) et enfin le Resort Urbain Agora (2015-2018),.

### Édification de la place Louis Pasteur
La place Louis Pasteur participe donc de la première vague de construction et est contemporaine de la place des Sciences (1970-1976) et de la place Croix-du-Sud (1974-1975).
Elle abrite les bâtiments suivants :
- 1973 : le bâtiment Mercator, construit par les architectes Jean Cosse et Émile Verhaegen[2],[12] ;
- 1973 : l'Institut Lavoisier, construit par les architectes Jean Potvin et Jean Barthélemy[2],[11] ;
- 1974 : le bâtiment Van Helmont, construit par les architectes Jean Barthélemy et Jean Potvin[2],[13].

## Toponymie
La place, qui abrite les bâtiments de chimie, géographie et géologie de la Faculté des Sciences de l'UCLouvain, tire son nom du chimiste, physicien et pionnier de la microbiologie français du XIXe siècle Louis Pasteur.
Le bâtiment Mercator porte le nom de Gérard Mercator (1512–1594), mathématicien, géographe et cartographe originaire des Pays-Bas des Habsbourg (1482–1549).
Le bâtiment Van Helmont honore la mémoire de Jean-Baptiste Van Helmont (1579–1644), alchimiste, chimiste, physiologiste et médecin originaire des Pays-Bas espagnols (1556–1713).
Enfin, l'Institut Lavoisier porte le nom du chimiste français du XVIIIe siècle Antoine Lavoisier, considéré comme le père de la chimie moderne.
Un des trois chemins qui aboutissent à la place porte le nom de Marguerite Lefèvre (1894-1967), une géographe qui fut la première femme à obtenir le titre de professeur à l'Université catholique de Louvain.

## Architecture

### Bâtiment Mercator (1973)

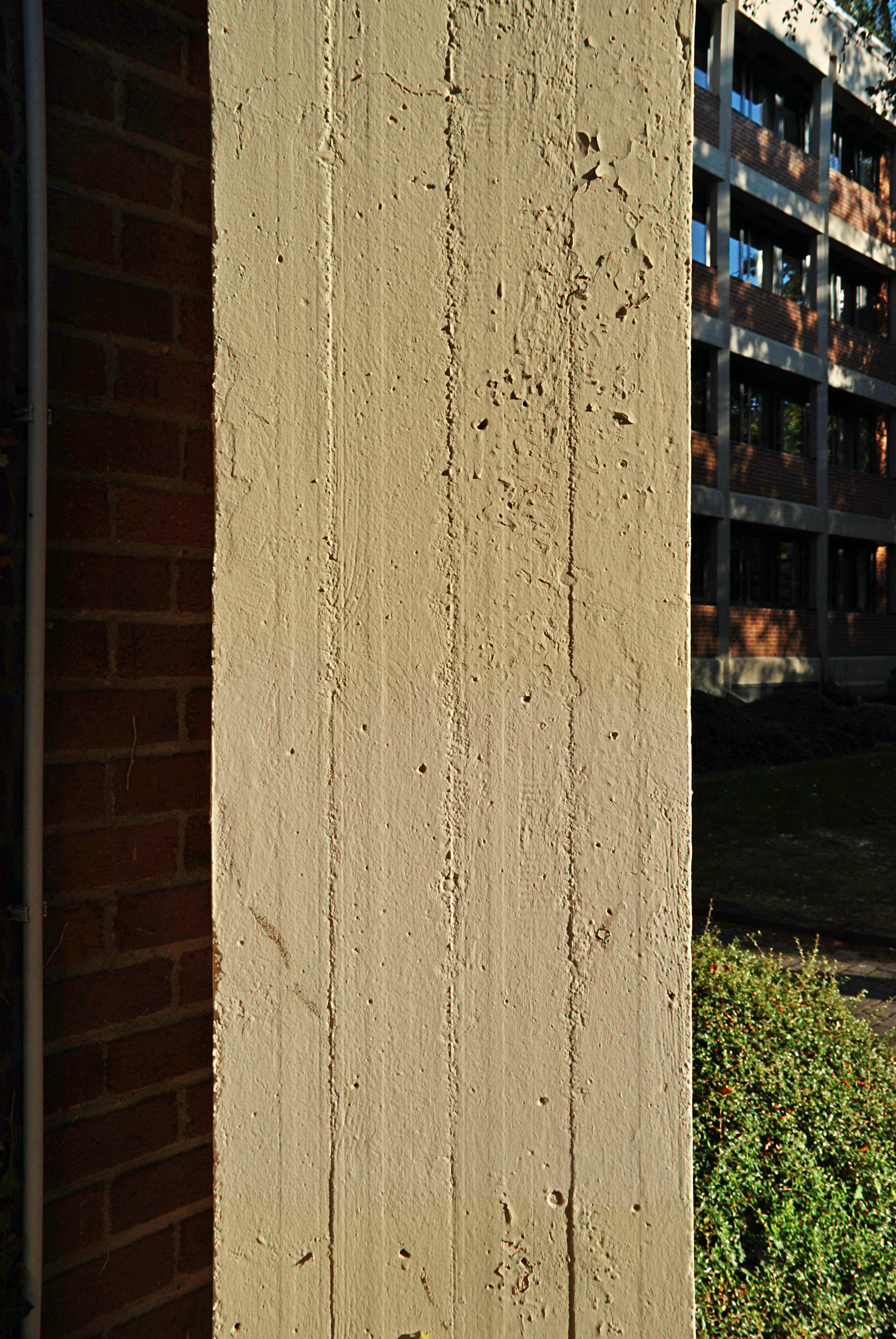
Pilier en « béton brut »

Le côté oriental de la place est occupé par le bâtiment Mercator, qui abrite l'École de géographie de la Faculté des sciences, ainsi que 15 petits auditoires, : le terme « auditoire » désigne en Belgique un amphithéâtre, une grande salle de cours. 
Le bâtiment Mercator, qui occupe le no 3 de la place Louis Pasteur, a été construit en 1973 par les architectes Jean Cosse et Émile Verhaegen en 1973, et est éminemment représentatif de l'architecture brutaliste, caractérisée par des surfaces de « béton brut » qui présentent une texture héritée du bois de coffrage, le béton « brut de décoffrage »,, gardant la marque des planches de bois qui ont servi au moulage, leurs veinures ainsi que leurs lignes de jointure.
Ce bâtiment, édifié en briques orange et en « béton brut », est recouvert par une toiture plate.
La façade disposée du côté de la place Louis Pasteur, rythmée par une série de pilastres et de bandeaux horizontaux en béton, présente dix travées de quatre niveaux.
Un auvent en béton, qui court sur les quatre travées de droite, abrite les entrées principales. Ce auvent est soutenu par le dessus par cinq triangles de « béton brut » percés chacun d'un grand oculus
La dernière travée à gauche, réduite aux deux étages supérieurs, est en encorbellement et est soutenue par des consoles triangulaires en « béton brut » à oculus, similaires aux triangles qui portent l'auvent décrit ci-dessus.

Bâtiment Mercator
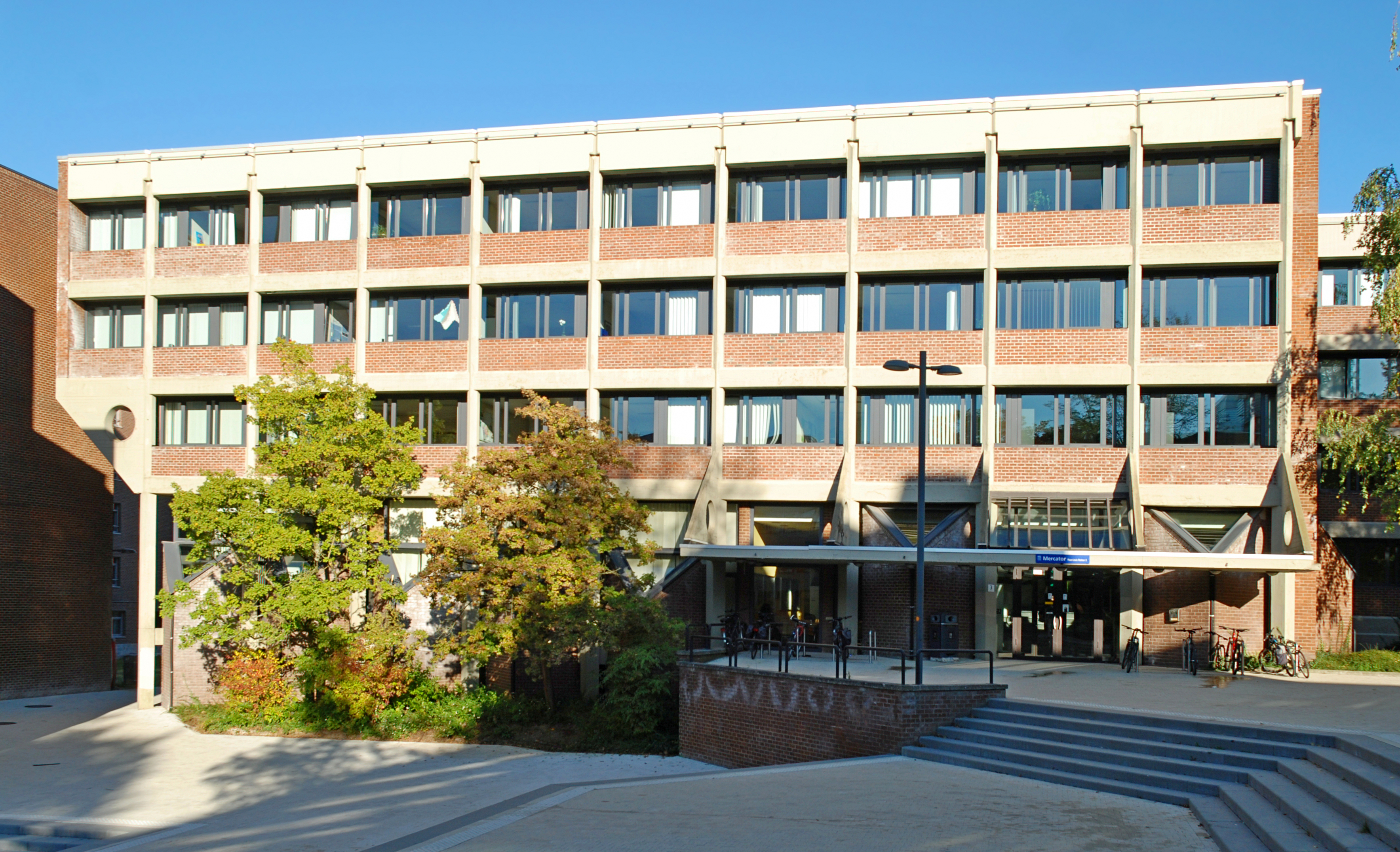
Façade occidentale.
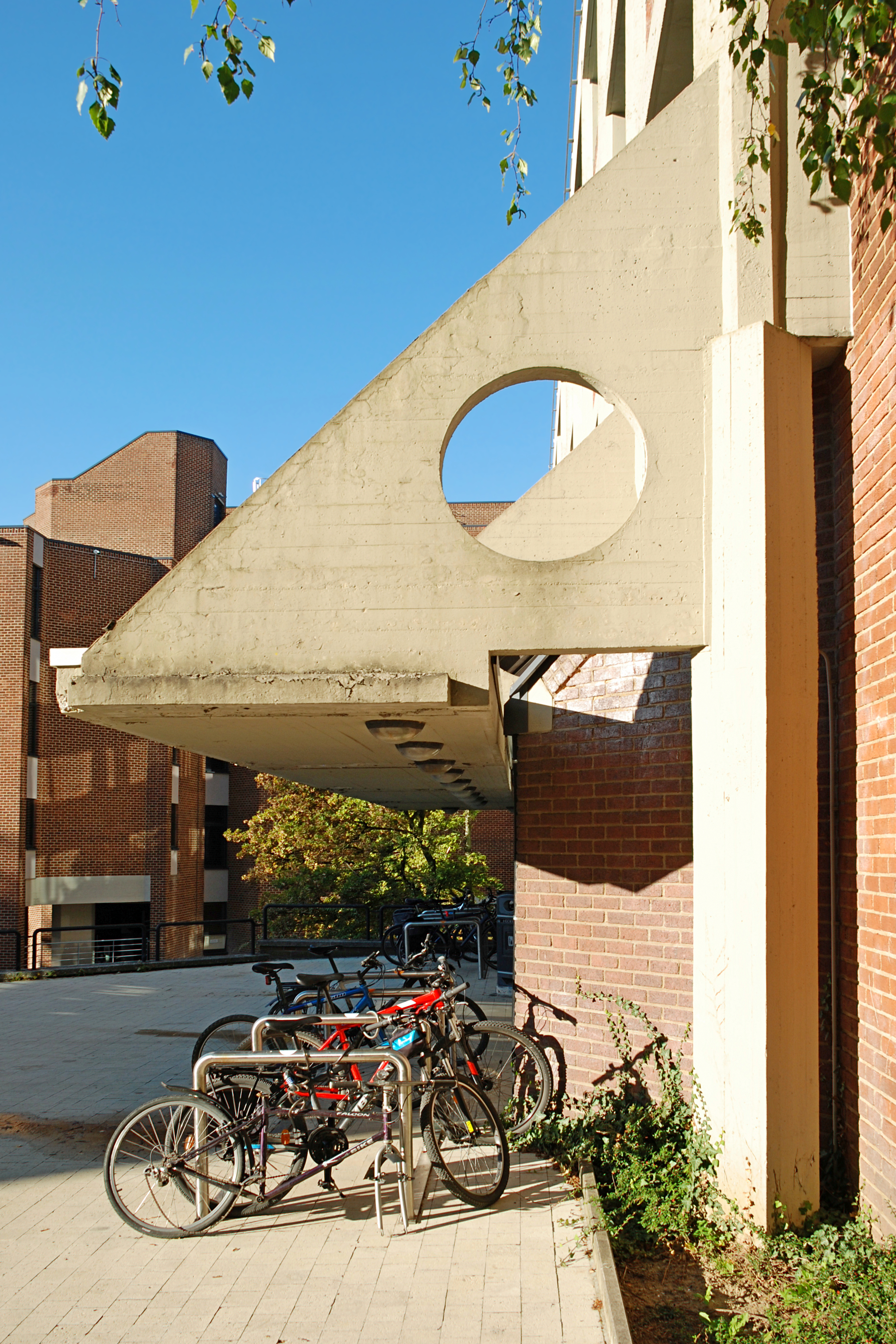
Auvent en « béton brut ».
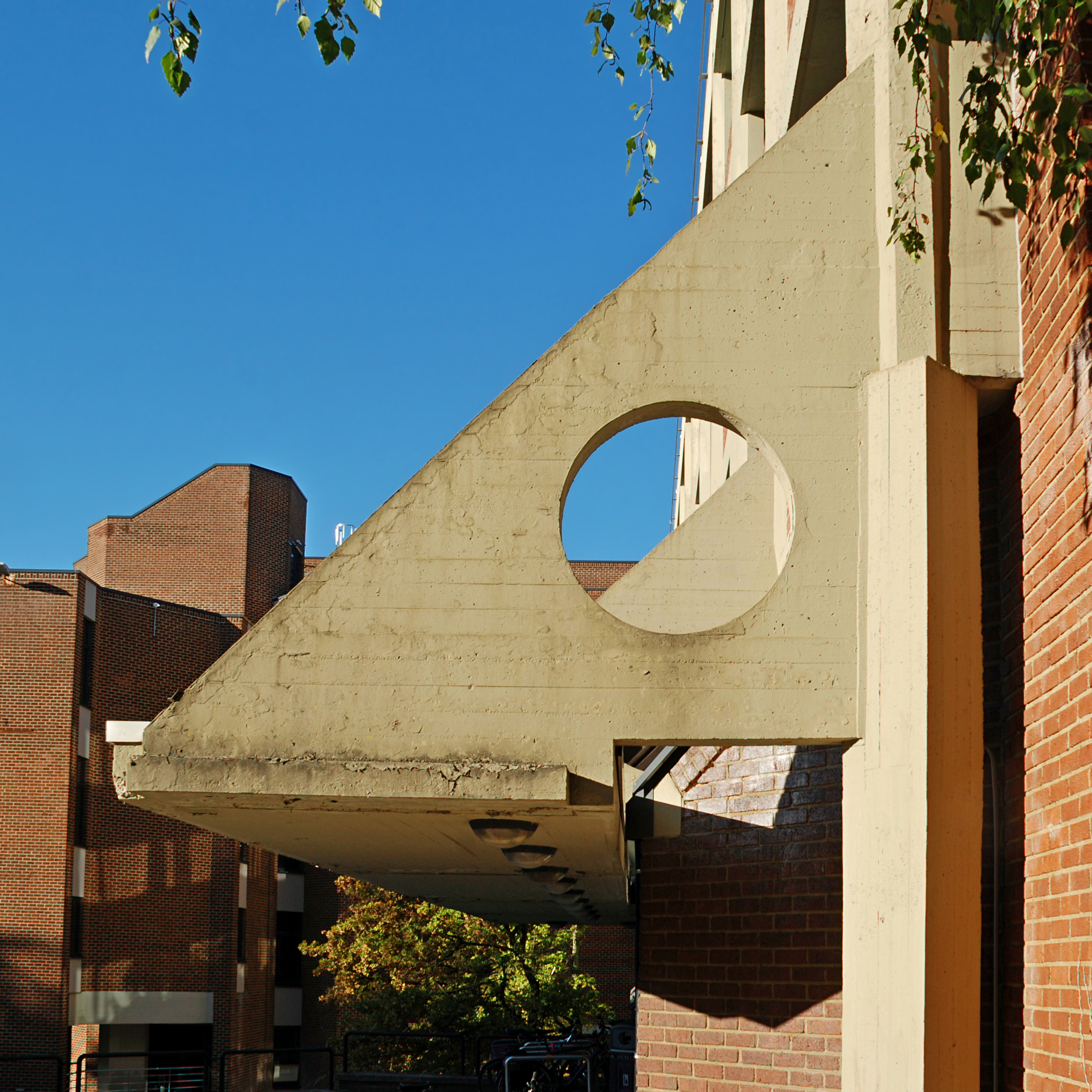
Détail du auvent en « béton brut ».
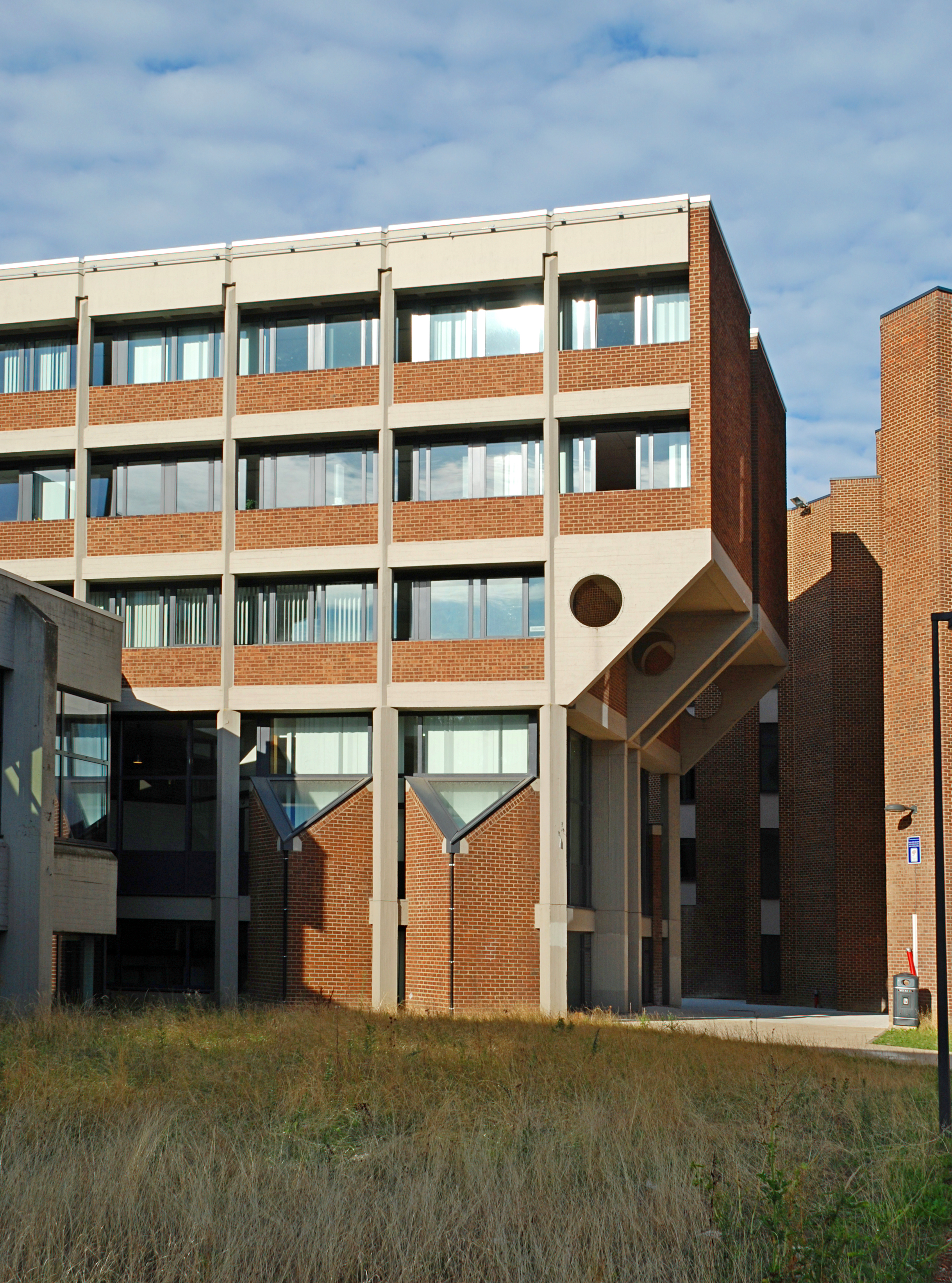
Travée en encorbellement vue de l'est.

### Bâtiment Van Helmont (1974)
Le nord de la place est occupé par le bâtiment Van Helmont, construit en 1974 par les architectes Jean Barthélemy et Jean Potvin, auteurs également de l'Institut Lavoisier,.
Le bâtiment Van Helmont, qui occupe le no 2 de la place Louis Pasteur, accueillait à l'origine, avec l'Institut Lavoisier, l'École de chimie de la Faculté des Sciences de l'Université catholique de Louvain. Il abritait les laboratoires de chimie ainsi que six petits auditoires,.
Mais, après une rénovation menée de 2013 à 2016, l'immeuble accueille désormais la Bibliothèque des sciences et technologies de l'UCL, à la suite de la décision prise en 2012 de déménager le Musée de Louvain-la-Neuve du Collège Érasme vers l'ancienne bibliothèque des Sciences (Louvain-la-Neuve) sur la place des Sciences, où il ouvre en 2017 sous le nom de Musée L,,.
Ce bâtiment, édifié en briques rouges et en béton, est recouvert par une toiture plate.
D'un style moins marqué par le brutalisme que le bâtiment Mercator, le bâtiment Van Helmont présente vers la place Louis Pasteur une série de hauts volumes à plusieurs pans séparés par des bandeaux de fenêtres verticaux.
L'accès depuis la place se fait par une tour-porche sans fenêtre, légèrement plus basse que les volumes qui l'entourent.

La tour-porche du bâtiment Van Helmont
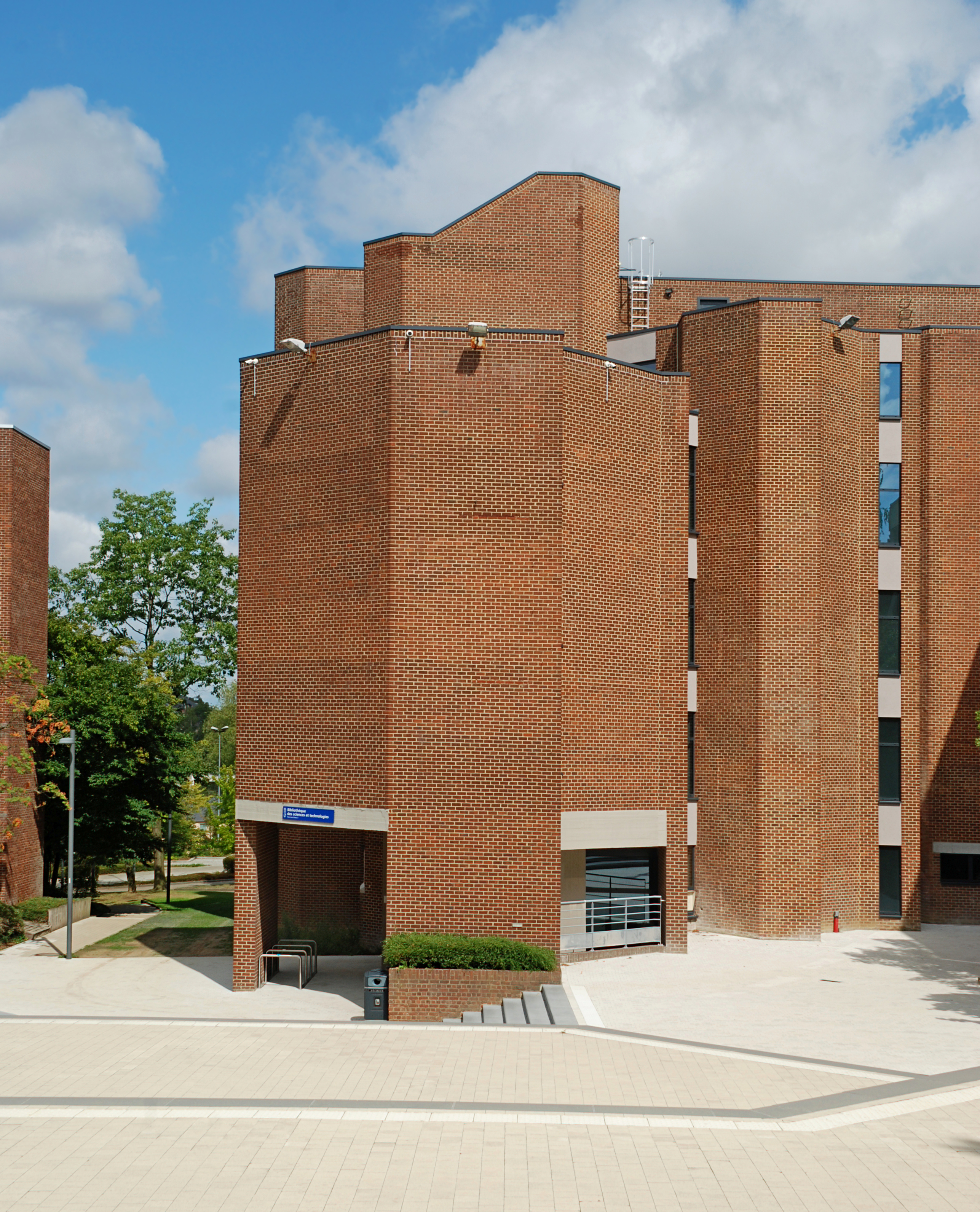
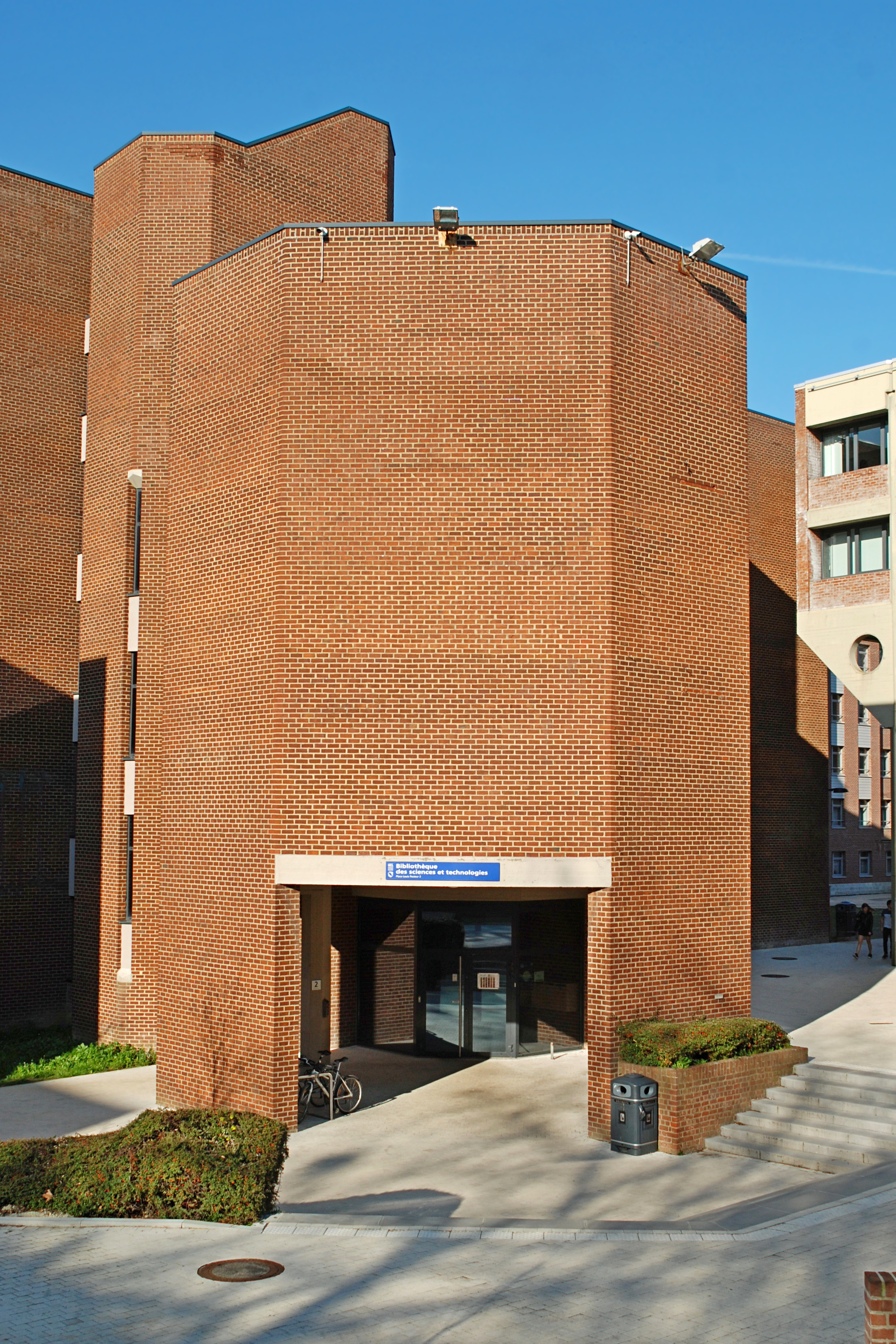

### Institut Lavoisier (1973)
Le côté ouest de la place est occupé par l'Institut Lavoisier, construit en 1973 par les architectes Jean Potvin et Jean Barthélemy, auteurs par ailleurs du bâtiment Van Helmont,.
L'Institut Lavoisier, qui occupe le no 1 de la place Louis Pasteur, abrite l'École de chimie de la Faculté des Sciences de l'UCLouvain et quelques auditoires,. Il abrite également une partie de l'Institute of Condensed Matter and Nanosciences (Institut de la matière condensée et des nanosciences),.
L'Institut Lavoisier est composé de neuf bâtiments en brique et béton sous des toitures plates, qui s'agencent autour de la place Louis Pasteur mais également autour d'une place plus petite située au sud-ouest de la place Pasteur.
Au sud de la petite place, un abri sert de lieu de stockage aux bonbonnes de produits chimiques utilisées par l'Institut. Les murs de cet abri sont faits non de « béton brut », mais d'un béton structuré très décoratif.

Institut Lavoisier
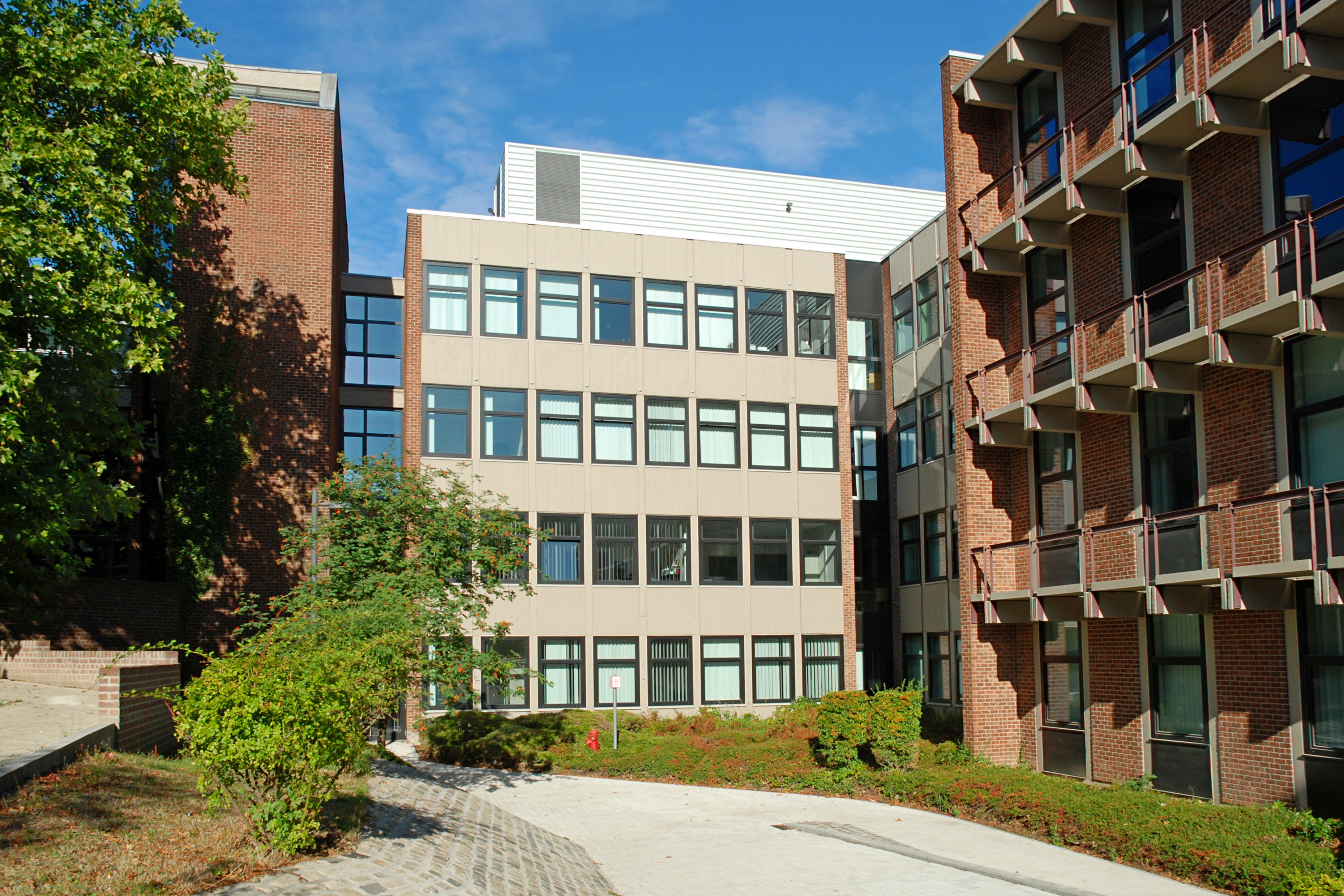
Un des bâtiments du Lavoisier vu de la place Pasteur.
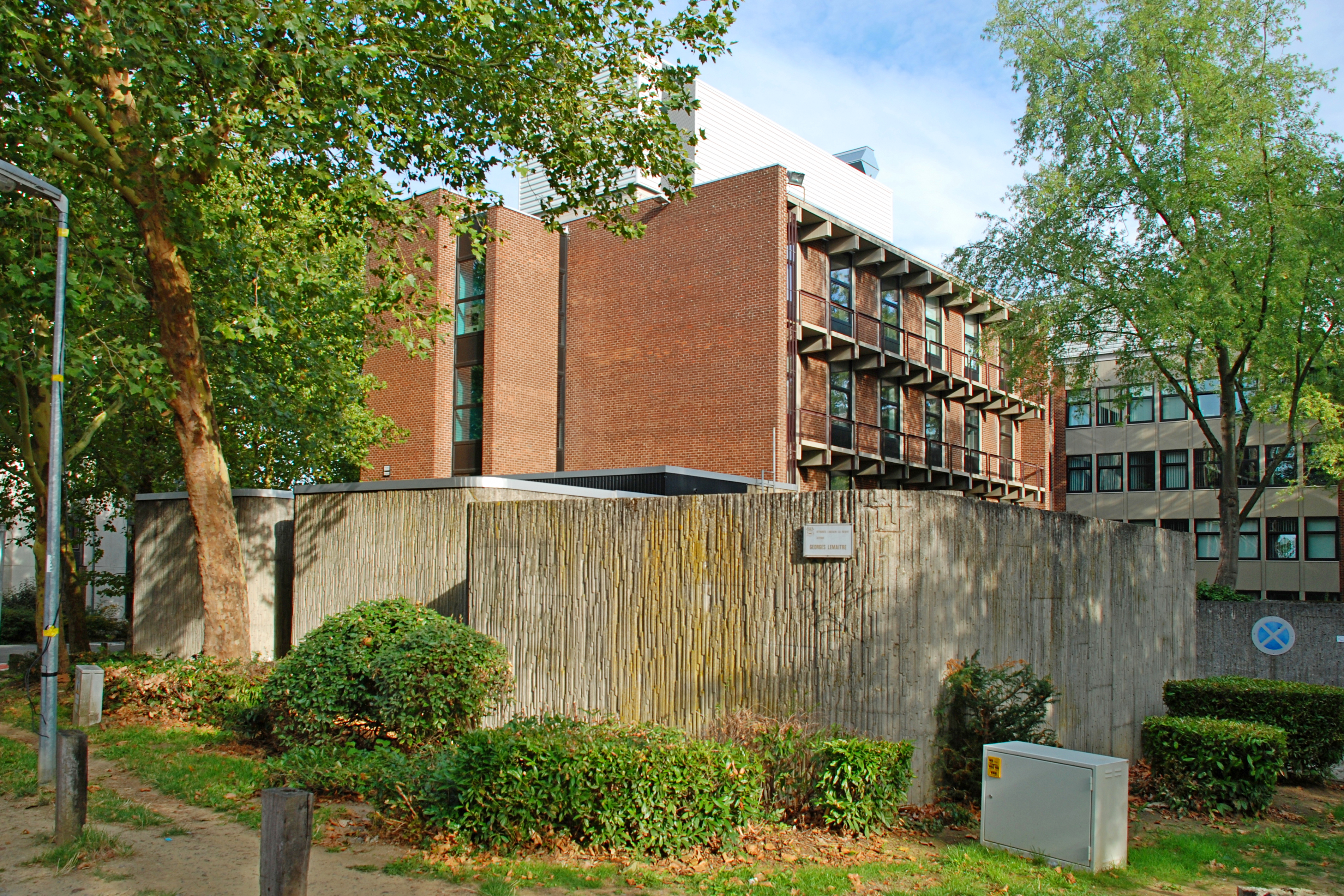
Un des bâtiments du Lavoisier situés sur la petite place.
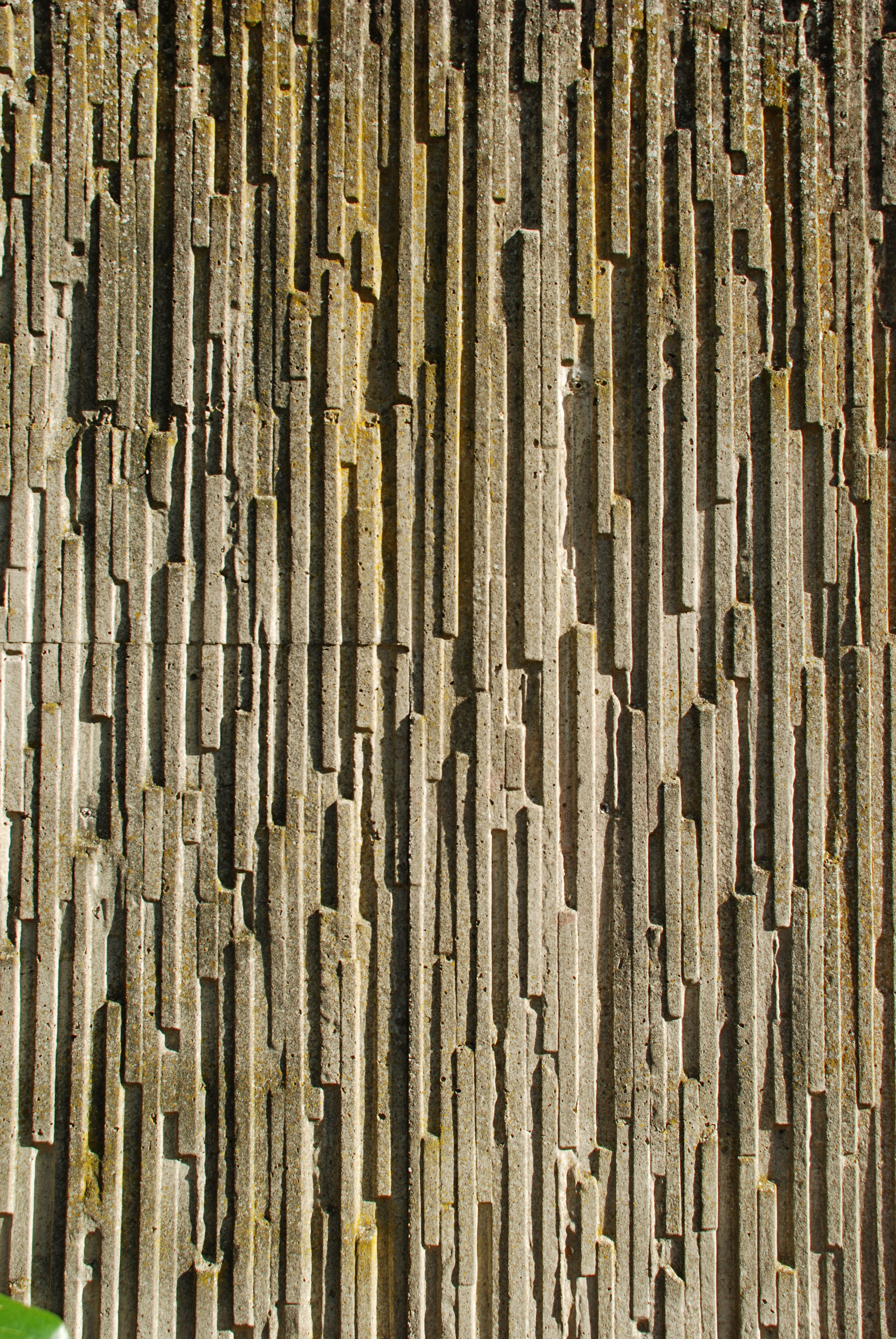
Le béton structuré de l'abri.

## Art public

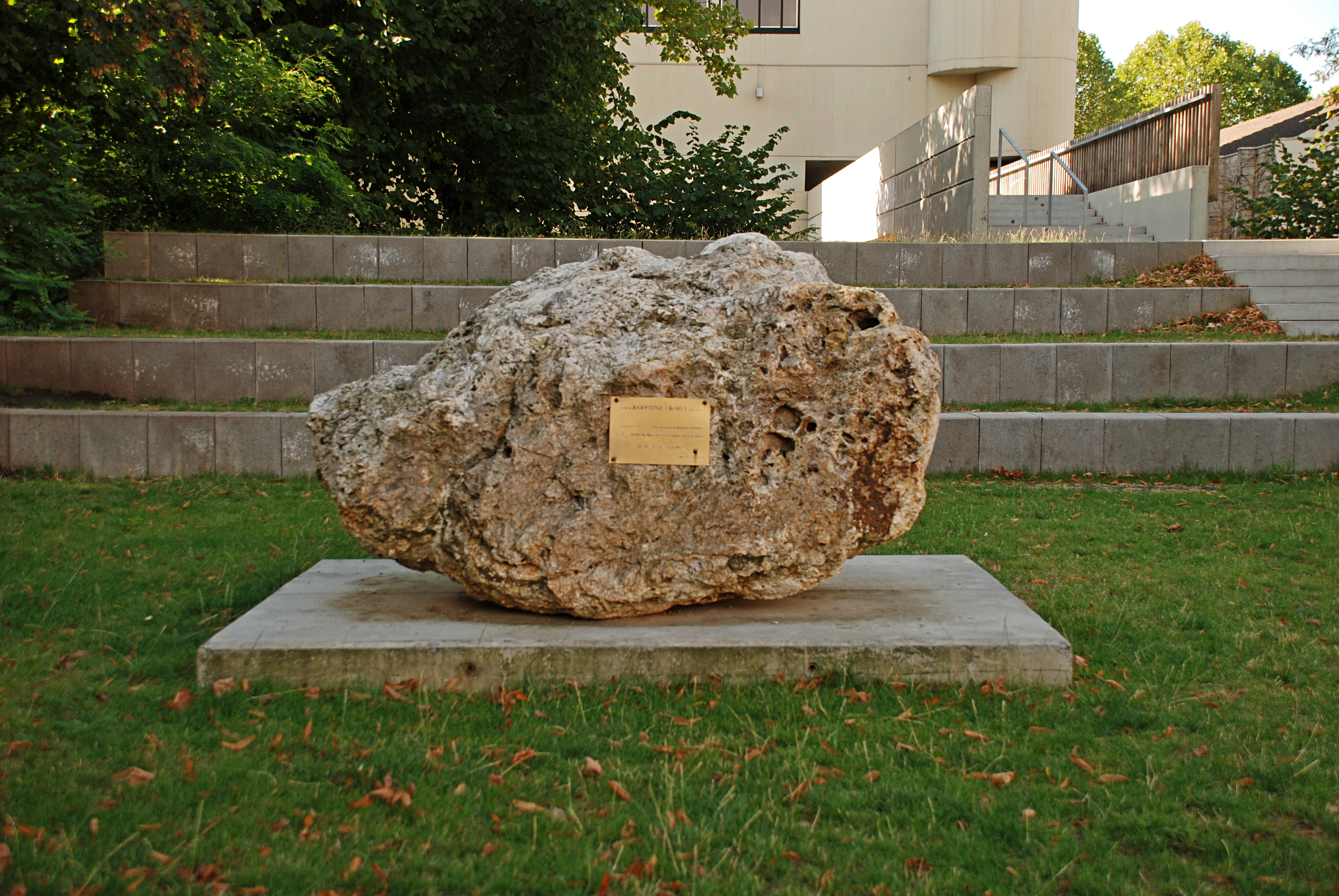
Bloc de barytine.

La place Louis Pasteur n'abrite pas d'œuvre d'art public à proprement parler, mais elle est quand même ornée par un énorme bloc de barytine (sulfate de baryum) installé là le 13 novembre 1994. Ce bloc explique le nom d'un des trois chemins piétonniers qui mènent à la place Louis Pasteur : le chemin de la Barytine.
Ce bloc, disposé sur une pelouse en terrasse devant le bâtiment mercator, porte une plaque dorée affichant : 

Minerai de barytine (BaSO4) densité 4,5

Le plus gros bloc (+/- 8 tonnes) extrait de la mine de Berlaimont (FLEURUS)

Don de Mr Counet (Barium Minerals) à l'occasion du 10e Dies Natalis du

LOVANIENSIS SCIENTIFICUS ORDO

érigé le 13 novembre 1994